# Jacqueline Amirfallah

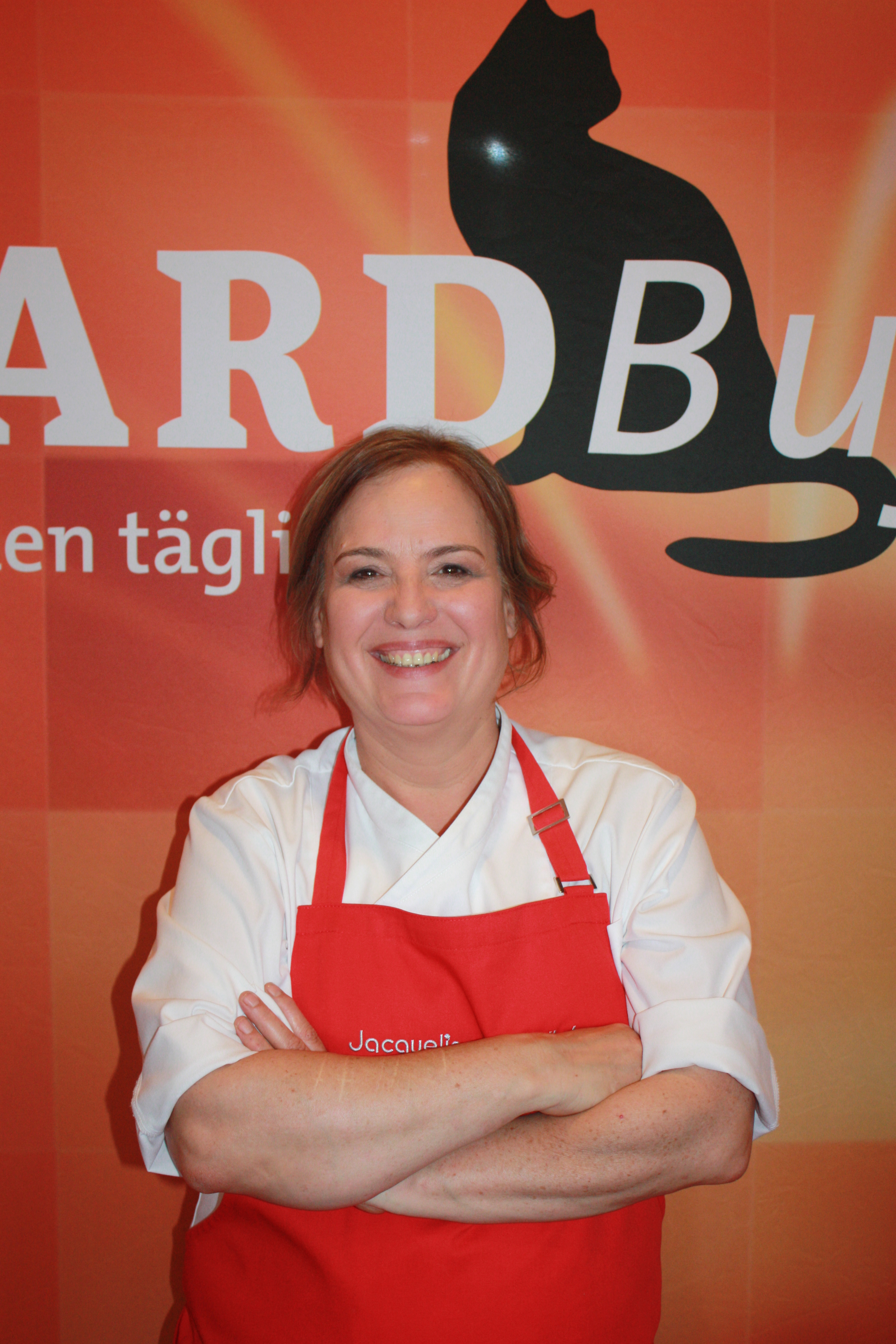
Jacqueline Amirfallah (2012)

Jacqueline Amirfallah (* 3. Januar 1960 in Göttingen) ist eine deutsche Gastronomin und Fernsehköchin.

## Leben und Wirken

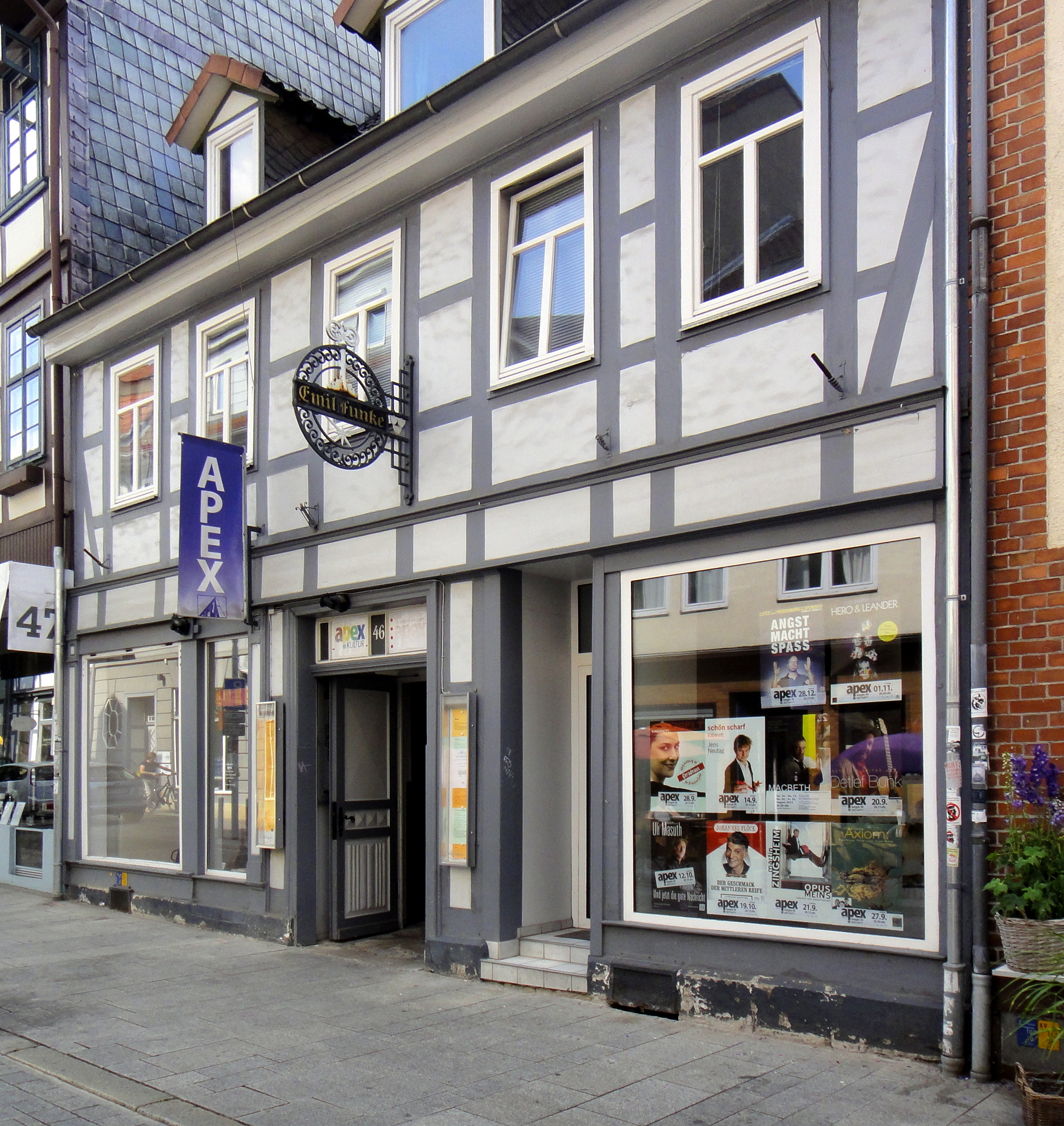
Im Kulturzentrum Apex betreibt Amirfallah seit 2011 das Bistro

Amirfallah wuchs als Tochter eines Iraners und einer Deutschen im Iran auf. 1980 kehrte sie nach Deutschland zurück und studierte zunächst Soziologie, bevor sie sich zur Köchin ausbilden ließ. Diese Ausbildung absolvierte sie im Göttinger Restaurant Muskat. Danach arbeitete sie als Köchin im Hellers Krug in Holzminden und Im Schiffchen im Düsseldorfer Stadtteil Kaiserswerth. Von 1998 bis Ende 2017 war Amirfallah Küchenchefin in ihrem eigenen Restaurant Gauß – Restaurant am Theater in Göttingen. 2011 übernahm sie das Bistro Apex in Göttingen.
Seit 2002 kocht Jacqueline Amirfallah regelmäßig in der Fernsehsendung ARD Buffet.
Seit deren Gründung ist Jacqueline Amirfallah Schirmherrin der Initiative Veggietag Göttingen.
Amirfallah ist verheiratet.

## Veröffentlichungen
- Amirfallah, Jacqueline und Panz, Alexandra (2006). Unsere besten Küchenklassiker, vgs Egmont, ISBN 978-3-8025-3566-6
- Frenzel, Ralf [Hrsg.] (2009). ARD Buffet – Kochen mit Jacqueline Amirfallah,  Tre Torri ISBN 978-3941641044
- Amirfallah, Jacqueline (2016). Mit einer Prise Orient, At Verlag, ISBN 9783038008736